# Біс (фільм)
«Біс» («Бес») — радянський художній фільм 1991 року, знятий режисером Віталієм Дудіним на студії «Артель „Ф“».

## Сюжет
Сучасна фарсова містична притча, в якій Біс програє змагання з людиною з дрібних і великих пакостей і покидає Землю.

## У ролях
- Олександр Ткачонок — Ізюмов, письменник
- Віктор Раков — Біс
- Олена Кучеренко — Ліза, дівчина-сирота
- Майя Булгакова — бабуся Лізи
- Ніна Усатова — Клава
- Валентин Букін — Репенко
- Семен Морозов — Копєйкін
- В. Герасимович — епізод
- Майя Бобок — епізод
- О. Дудко — епізод
- А. Гривенєв — епізод
- Олександр Тимошкін — епізод
- Ігор Пушкарьов — епізод
- Володимир Корпусь — епізод
- Петро Юрченков — епізод
- Іван Мацкевич — епізод
- Євгенія Кравченко — епізод
- Сергій Шарангович — епізод
- Анатолій Гур'єв — епізод

## Знімальна група
- Режисер — Віталій Дудін
- Сценарист — Михайло Ворфоломєєв
- Оператор — Володимир Споришков
- Композитор — Володимир Рябов
- Художник — Олександр Верещагін